# Paulownia henanensis
Paulownia henanensis är en tvåhjärtbladig växtart som beskrevs av C.Y. Zhang och Y.H. Zhao. Paulownia henanensis ingår i släktet Paulownia och familjen Paulowniaceae. Inga underarter finns listade i Catalogue of Life.